# 可读性测试
可读性测试，或可读性公式、可读性计量，即运用公式对文本的可读性加以评估，其间一般需要计算音节、字词和句子的数量。可读性测试经常用于替代对待测文本实施自然人读者的实际统计调查（即“可读性调查”）。文字处理程序往往自带可读性测试的功能，在文档的编辑过程当中就可以运行。
但凡实用的可读性测试方案，在应用时都可以对单件作品给出粗略的可读性标示，并根据多件作品的可读性平均值增加其精准度。这类测试会生成一个根据作品的字词长度（一种反映语义难度的不可靠的指标）和句子长度的统计平均值（一种反映句法复杂程度的不可靠的指标）之类的特征计算出的分数。
有些可读性公式会涉及按难度分级的字词列表。这类公式试图克服像“television”（电视）这种一方面小孩子都很熟悉、一方面又由多个音节构成的词语的矛盾问题。因而在实际使用中，简单字词的运用以及句子长度的测量使得这些公式越发流行。可以把分数与根据核准过的语言学难度或阅读年级水平所划定的级别进行对照。大部分可读性测试都是按照音节数目而非字母数目来测量字词长度的，唯独SMOG测试所采用的可读性计算机程序，同时引入了一种精确的音节计数法。
因为可读性公式并不直接反映句法或语义的复杂程度，所以也不算是明确的可读性测量方法。

## 各种可读性测试
- Accelerated Reader软件中的ATOS公式
- 自动化可读性指数（英语：Automated readability index）（ARI）
- 柯尔曼—刘指数（英语：Coleman–Liau index）
- 戴尔—乔尔可读性（英语：Dale–Chall readability formula）公式
- 佛莱士—金凯德可读性（英语：Flesch–Kincaid readability tests）测试：
  - 佛莱士易读度（英语：Flesch–Kincaid readability tests）
  - 佛莱士—金凯德年级水平
- 福赖可读性公式（英语：Fry readability formula）
- 甘宁灰雾指数（英语：Gunning fog index）
- 莱克塞尔阅读框架（英语：Lexile）
- 林舍尔写作公式（英语：Linsear Write）
- SMOG测量（英语：SMOG）
- 斯巴夏可读性公式（英语：Spache readability formula）